# Трансцендентні етюди
Трансцендентні етюди (фр. Études d'exécution transcendante), S.139 — цикл з 12 фортепіанних творів, написаних Ференцем Лістом в 1852 році. Версія 1852 року є переглядом складнішої версії 1837 року, яка в свою чергу була переробкою ранніх етюдів 1826 року.

## Історія
Робота над трансцендентними етюдами була розпочата у 1826 році, коли Ф. Ліст написав відносно легкі в технічному відношенні «Етюди в 12 вправах» (Étude en douze exercices, S. 136). Пізніше Ліст значно переробив ці етюди у бік технічного ускладнення, під назвою «12 великих етюдів» (Douze Grandes Études, S. 137) ця версія була опублікована 1837 року.
Трансцендентні етюди S. 139 є редакцією «Douze Grandes Etudes». Як третя і остаточна версія, вона була опублікована 1852 року і присвячена Карлу Черні, вчителю композитора і автора великої кількості фортепіанних етюдів. У порівнянні з попередньою версією, більшість етюдів були дещо спрощені, скорочені, зокрема були усунуті інтервали більші за дециму, що зробило їх доступнішими для піаністів з невеликими руками.
Щоправда четвертий етюд, названий на честь українського гетьмана — «Мазепа», в остаточній версії навіть складнішій, оскільки вимагає техніки дуже швидкого чергування рук в акордах.
В остаточній версії, Ліст дописав для кожного з етюдів програму, окрім етюдів № 2 та № 10. Пізніше Феруччо Бузоні запропонував назви і для цих етюдів — Fusées («Ракети») і Appassionata відповідно, проте ці назви не стали широко відомі. Серед інших назв, особливу увагу українського музиканта привертає назва четвертого трансцендентного етюду — «Мазепа», що відсилає до постаті українського гетьмана. Аналогічну назву і значною мірою аналогічний музичний матеріал має також симфонічна поема Ліста — «Мазепа». В циклі етюдів цей етюд є одним із найскладніших, зокрема він вимагає віртуозної техніки стрибків та швидкого чергування рук.

## Список етюдів
У цикл входять такі 12 етюдів:
- Етюд Nº1 «Прелюдія» («Preludio») — до мажор;
- Етюд Nº2 без назви — ля мінор;
- Етюд Nº3 «Пейзаж» («Paysage») — фа мажор;
- Етюд Nº4 «Мазепа» («Mazeppa») — ре мінор;
- Етюд Nº5 «Блукаючі вогні» («Feux Follets») — сі-бемоль мажор;
- Етюд Nº6 «Видіння» («Vision») — соль мінор;
- Етюд Nº7 «Героїка» («Eroica») — мі-бемоль мажор;
- Етюд Nº8 «Дике полювання» («Wilde Jagd») — до мінор;
- Етюд Nº9 «Спогад» («Ricordanza») — ля-бемоль мажор;
- Етюд Nº10 без назви — фа мінор;
- Етюд Nº11 «Вечірні гармонії» («Harmonies du Soir») — ре-бемоль мажор;
- Етюд Nº12 «Заметіль» («Chasse-neige») — сі-бемоль мінор

|  |  |
|  |  |
|  |  |
|  |  |
|  |  |
|  |  |

## Інші твори з подібною назвою
- Сергій Ляпунов, Études d'exécution transcendante, op. 11 (1897—1905)
- Кайхосру Сорабджі, Études transcendantes (100) (1940–1944)